# Mettingen
Mettingen é um município da Alemanha localizado no distrito de Steinfurt, região administrativa de Münster, estado de Renânia do Norte-Vestfália.